# BMW 2 Серії Active Tourer
BMW 2 Серії Active Tourer — компактвен німецької компанії BMW, що дебютував на автосалоні в Женеві в березні 2014 року. Вперше представлений на Паризькому автосалоні 2012 року у вигляді концепт-кара BMW Concept Active Tourer.

## Перше покоління (F45/F46; 2014—2021)

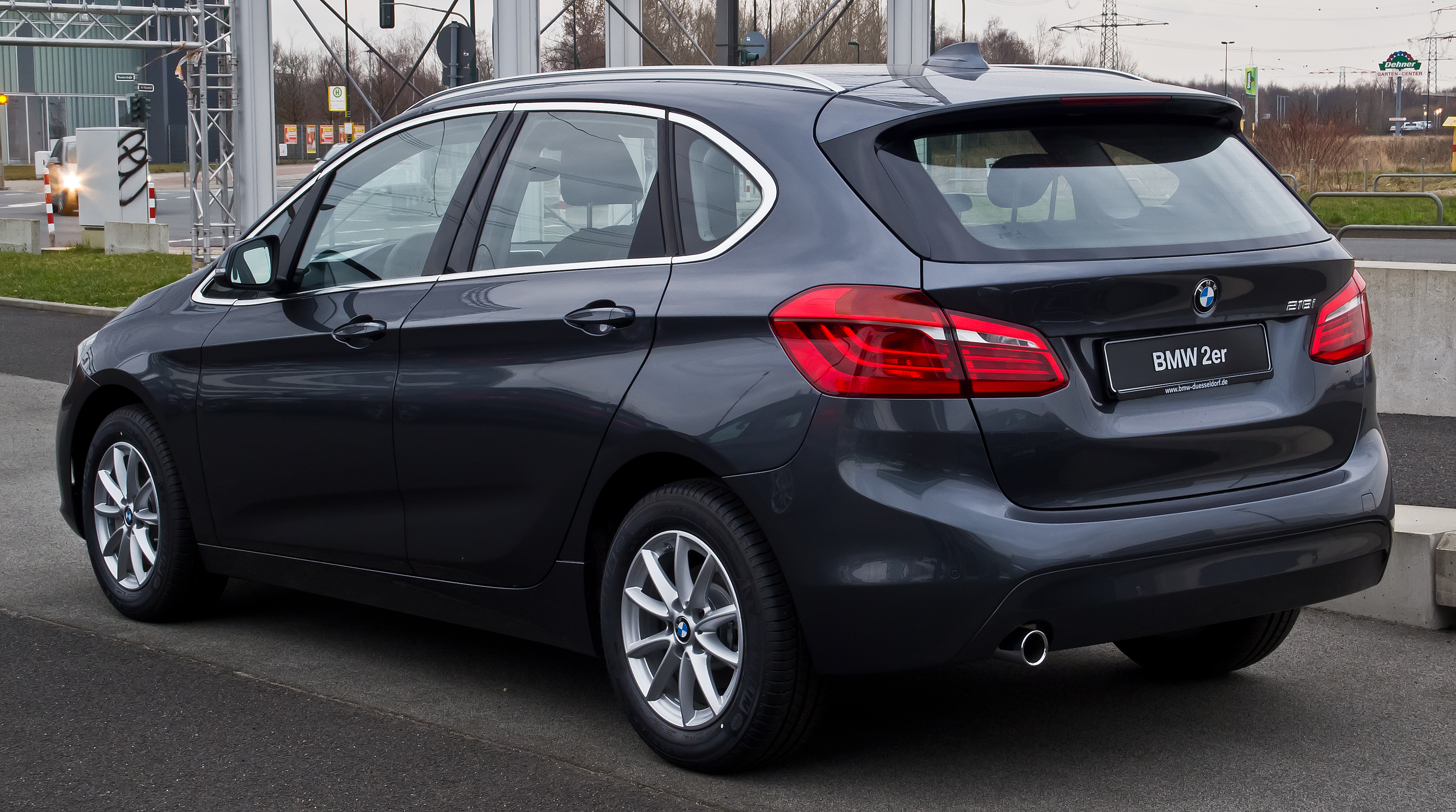
BMW 218i Active Tourer

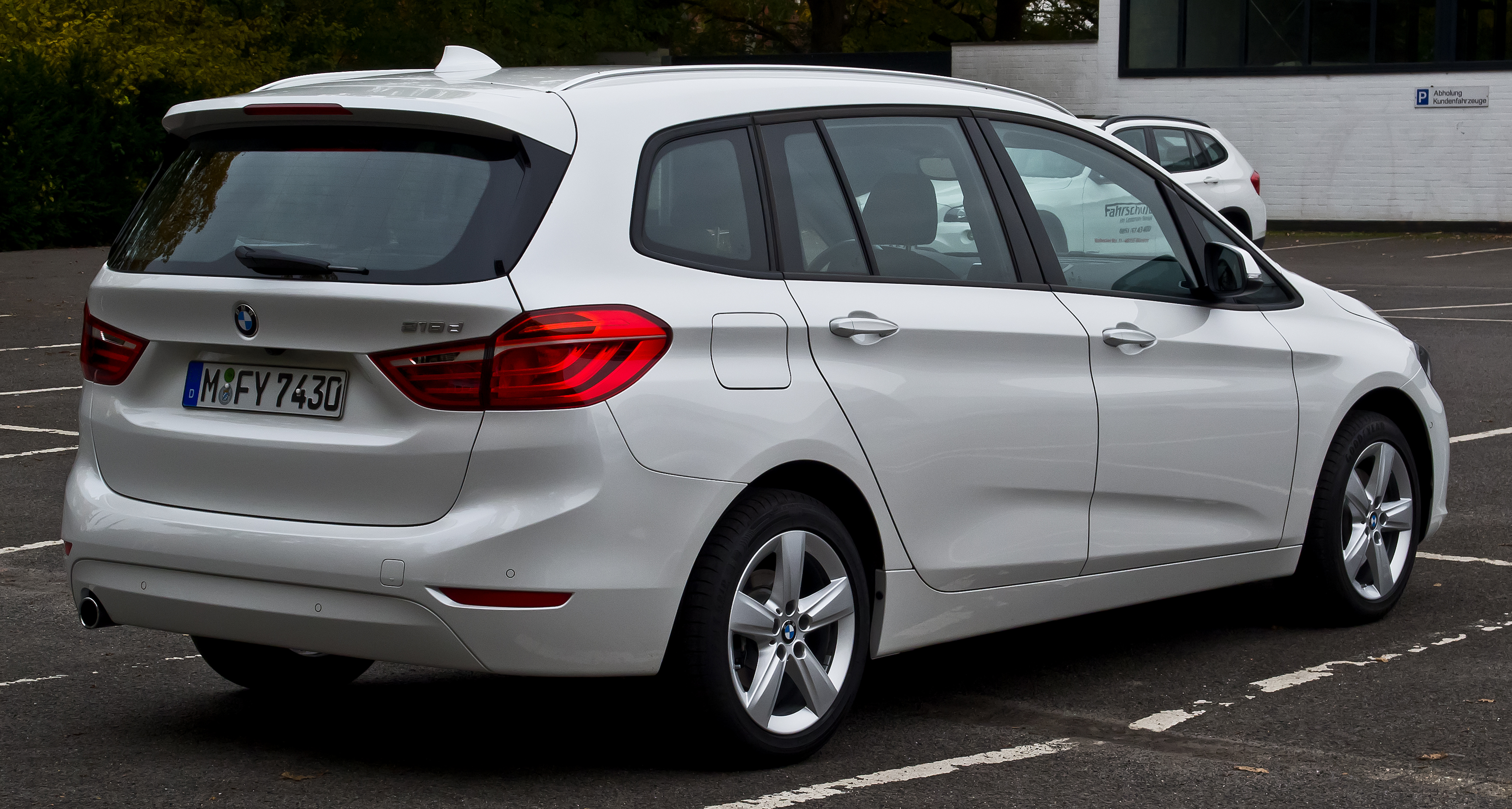
BMW 218d Gran Tourer

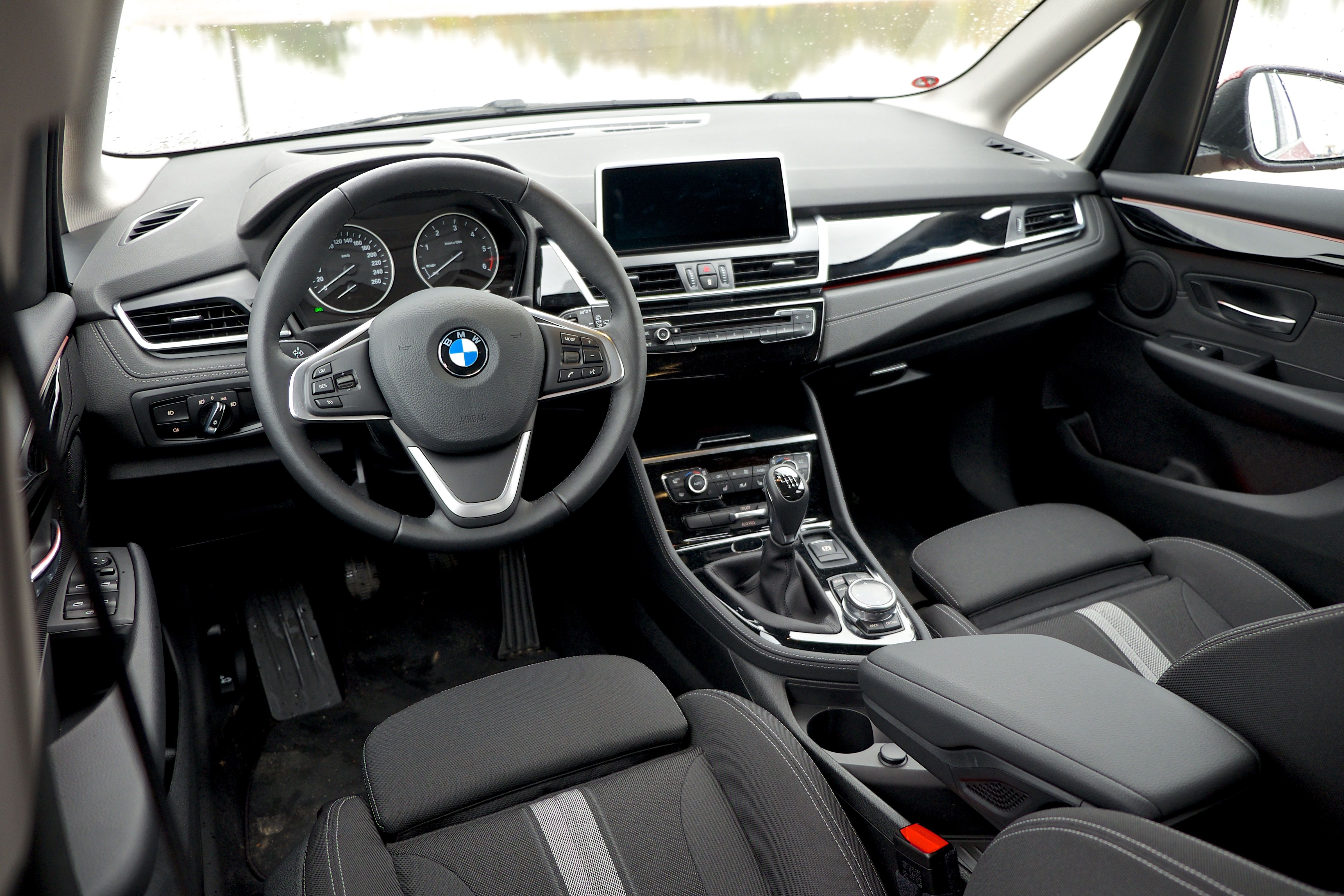

Автомобіль першого покоління (заводський індекс F45) побудовано на передньоприводній платформі UKL2, під капотом є велика лінійка чотири-і трьохциліндрових двигунів, у тому числі 1,5 л трьохциліндровий бензиновий з турбіною (136 к.с. і 220 Нм), 2,0 л бензиновий з турбіною (231 к.с. і 350 Нм) і 2,0 л турбодизель (150 к.с. і 330 Нм). 2 Серії Active Tourer складає конкуренцію Mercedes-Benz B-Класу.
Крім звичайної пятимісної моделі в 2014 році з'явилася семимісна подовжена версія Gran Tourer (заводський індекс F46).

### Двигуни
Бензинові:
- 1.5 L B38 I3 turbo
- 2.0 L B48 I4 turbo

Plug-in hybrid:
- 1.5 L B38A15M0 petrol I3 turbo + 65 kW electric motor

Дизельні:
- 1.5 L B37 I3 turbo
- 2.0 L B47 I4 turbo

## Друге покоління (U06; 2021)

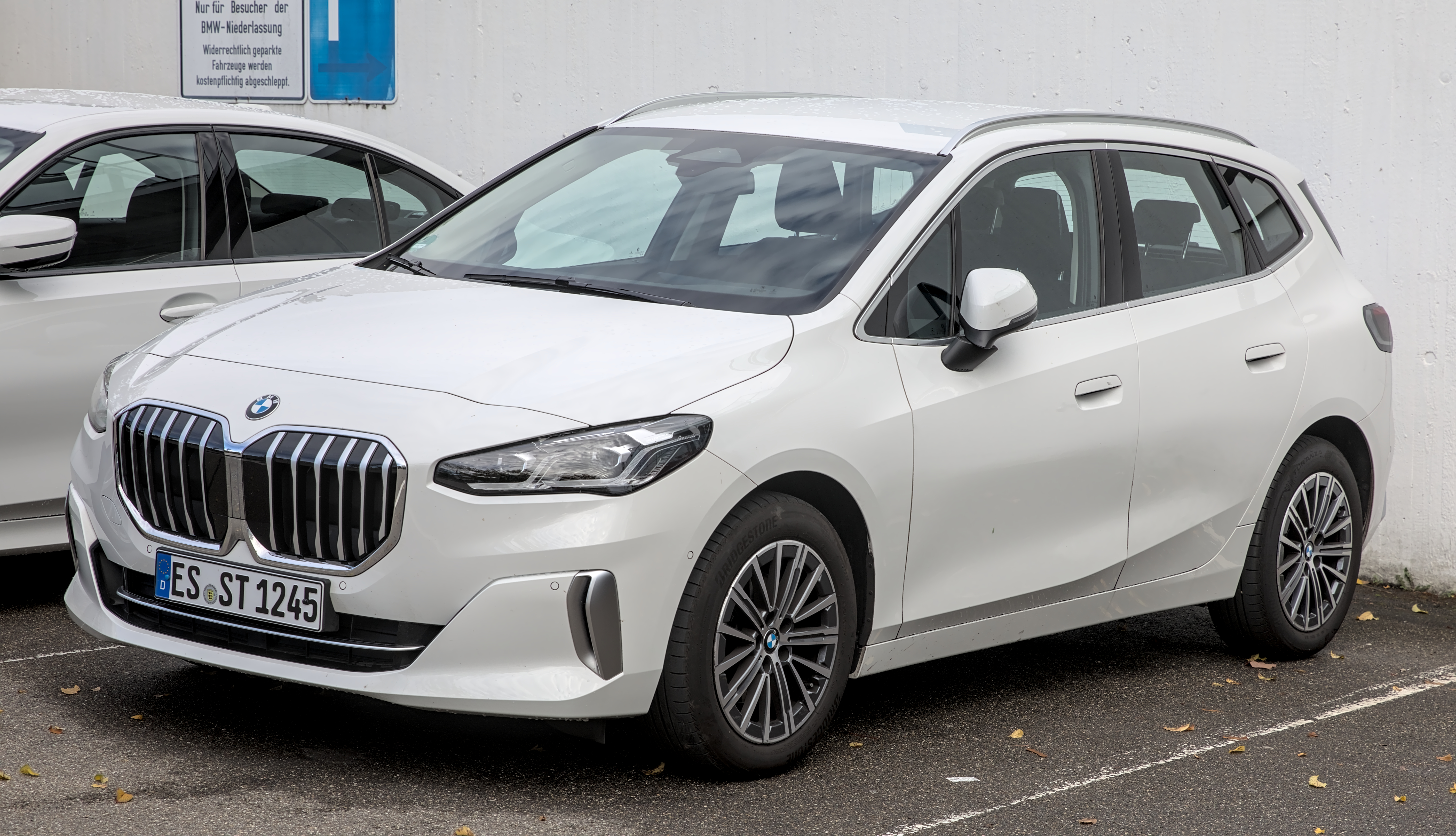
BMW 220i (U06)

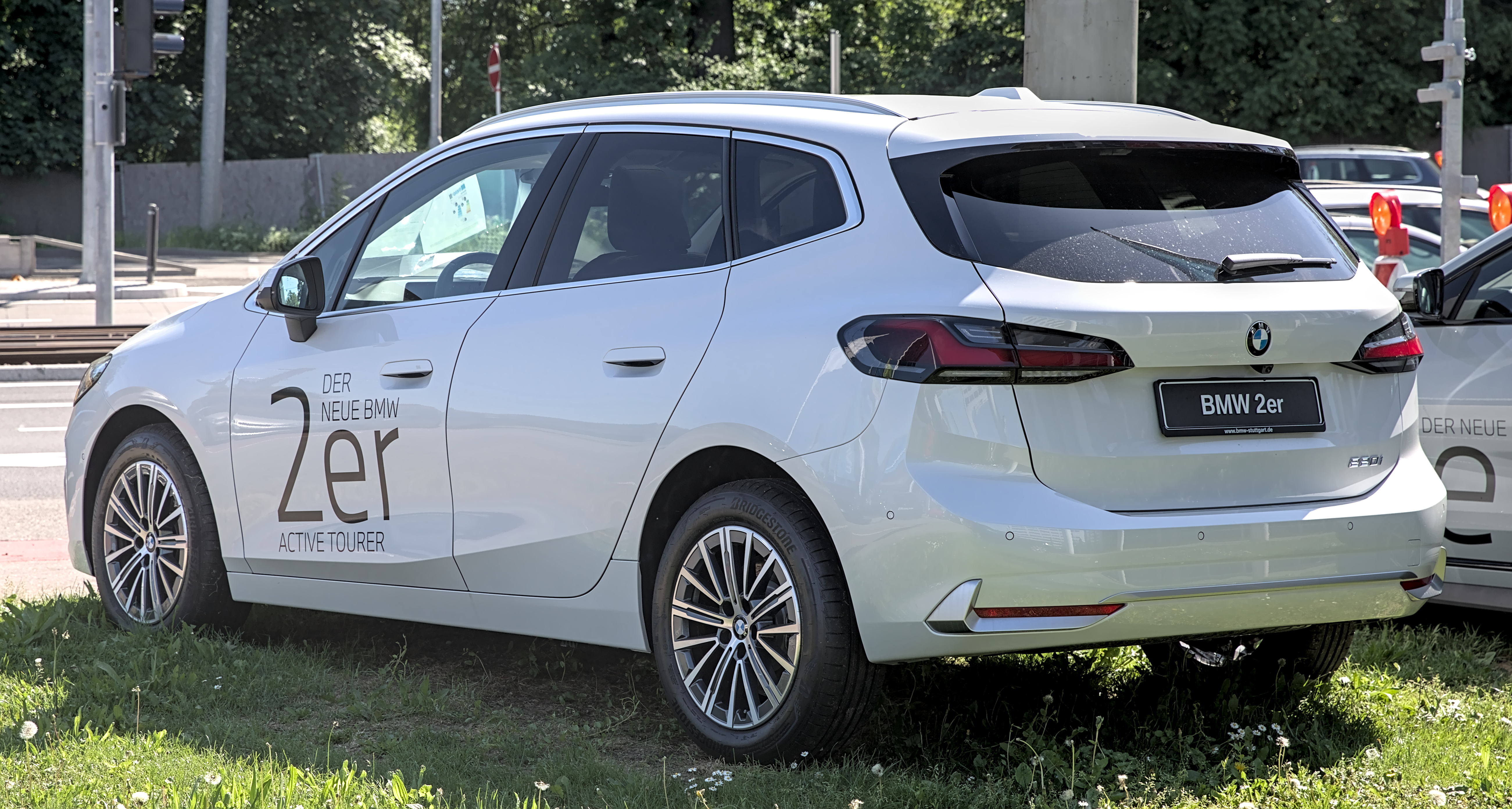

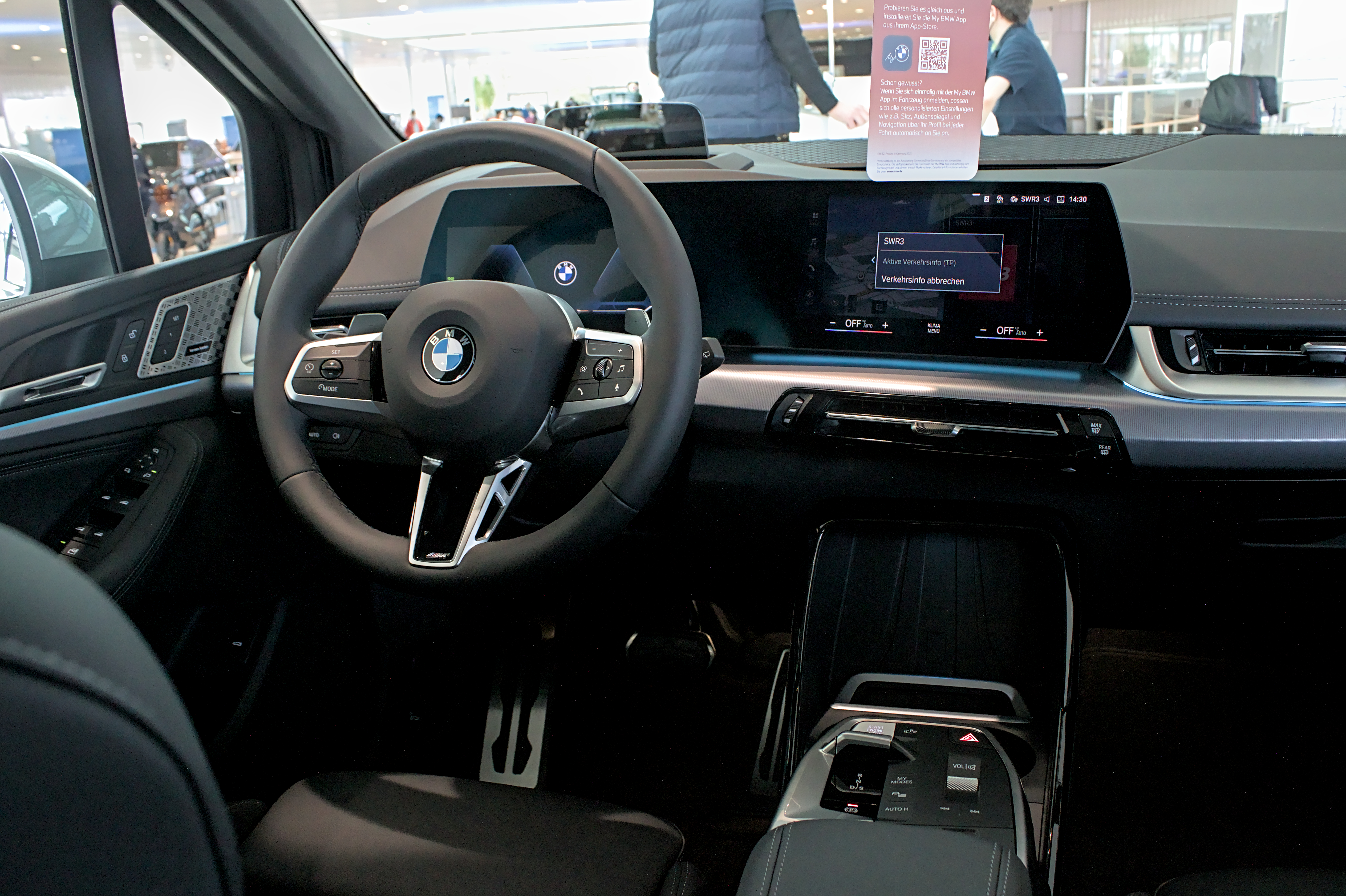

Друге покоління BMW 2 серії Active Tourer було представлено в жовтні 2021 року. Починаючи з 2022 року, з бензиновими та дизельними двигунами буде доступний ряд силових агрегатів PHEV.

### Двигуни
- Бензинові:

1.5 L B38 I3 turbo
2.0 L B48 I4 turbo
- Plug-in hybrid:

1.5 L B38A15M0 petrol I3 turbo
- Дизельний:

2.0 L B47 I4 turbo